# 石薬師村
石薬師村（いしやくしむら）は、三重県鈴鹿郡にあった村。現在の鈴鹿市の北西部、鈴鹿川の左岸、関西本線・加佐登駅の北東一帯にあたる（駅自体は村域に含まない）。東海道五十三次の石薬師宿が所在した。

## 地理
- 河川：鈴鹿川、椎山川

## 歴史
- 1889年（明治22年）4月1日 - 町村制の施行により、石薬師村・上野村・上田村の区域をもって発足。
- 1942年（昭和17年）12月1日 - 国府村・庄野村・高津瀬村・牧田村・河芸郡白子町・神戸町・稲生村・飯野村・河曲村・一ノ宮村・箕田村・玉垣村・若松村と合併して鈴鹿市が発足。同日石薬師村廃止。

## 地域
教育
- 石薬師村国民学校

## 交通

### 道路
- 国道1号（現在も国道1号）